# Karimama (Burkina Faso)
Pour les articles homonymes, voir Karimama.
Karimama, également orthographié Karemama, est une localité située dans le département de Piéla de la province de la Gnagna dans la région Est au Burkina Faso.

## Géographie
Karimama est situé à 15 km au Sud-Est de Piéla.

## Santé et éducation
Le centre de soins le plus proche de Karimama est le centre de santé et de promotion sociale (CSPS) de Piéla.